# Шоковий сайт
Шок сайт - це сайт, який має на меті образити або занепокоїти своїх глядачів, хоча він також може містити елементи гумору або викликати (у деяких глядачів) сексуальне збудження.  Шок-орієнтовані веб-сайти зазвичай містять матеріали порнографічного, скатологічного, расистського, антисемітського, сексистського, графічно насильницького, образливого, вульгарного, ненормативної лексики або іншого провокаційного характеру. Веб-сайти, які в першу чергу зосереджені на реальній смерті та графічному насильстві, особливо часто називають сайтами крові. Деякі шокуючі сайти демонструють одну картинку, анімацію, відеокліп або невелику галерею, які поширюються електронною поштою або маскуються в повідомленнях на дискусійних сайтах під виглядом розіграшу. Стівен Джонс відрізняє такі сайти від тих, які збирають галереї, де користувачі шукають шокуючий контент, наприклад, Rotten.com. Сайти-галереї можуть містити обезголовлювання, страти, ураження електричним струмом, самогубства, вбивства, закидання камінням, підпали, жорстокість поліції, повішення, тероризм, картельне насильство, утоплення, автомобільні аварії, жертви війни, зґвалтування, некрофілію, каліцтва статевих органів та інші сексуальні злочини.
Деякі епатажні сайти також обросли власними субкультурами і самі стали інтернет-мемами. На сайті Goatse.cx була сторінка, присвячена надісланим фанатами малюнкам і данині поваги сайту hello.jpg, а пародія на це зображення була мимоволі показана в новинах BBC як альтернатива нещодавно презентованому логотипу Літніх Олімпійських ігор 2012 року. Епатажне відео 2007 року, відоме як "2 Girls 1 Cup", також швидко стало інтернет-феноменом: відео з реакціями, вшануванням і пародіями широко розміщувалися на сайтах для обміну відео, таких як YouTube

## Історія
Було кілька шокових галерей, які відкривалися і закривалися. Rotten.com розміщував відеозаписи вбивств і зображення померлих людей, а також виставляв девіз "Чисте зло з 1996 року". За час своєї діяльності власники Rotten.com запустили кілька нових сайтів, одним з яких став Shockumentary.com у 2006 році. Shockumentary.com був створений для продажу фільмів-мондо, таких як "Сліди смерті" (1993). Ogrish.com, заснований у 2000 році, розміщував "понівечені трупи, автокатастрофи, жертви опіків, вроджені вади розвитку та інші гротески". Репутація Ogrish.com ґрунтувалася на тому, що він публікував неправдиві матеріали про терористів і війну. У 2006 році Ogrish.com був ребрендований на Liveleak.com. Bestgore.com, заснований у 2008 році Марком Мареком, був сумнозвісний своїм надзвичайно графічним контентом, таким як фото і відео вбивств, самогубств і жорстоких нещасних випадків, з приблизно 15-20 мільйонами щомісячних відвідувань під час його роботи. Він визнав свою провину і був засуджений до шести місяців умовного ув'язнення за свою роль у справі, де його звинувачували у розбещенні суспільної моралі в Альберті, Канада. Деякі шок-галереї, однак, зайняли більш специфічні ніші. Сайти Necrobabes, Cannibal Café та Gourmet на початку 2000-х років пристосувалися до потенційних канібалів. Ці сайти привернули до себе увагу у 2003 році, коли Армін Мейвес, канібал-початківець, використав їх для зв'язку з Юргеном Брандесом, людиною, яка хотіла бути з'їденою. Крім того, Грем Коутс часто відвідував Necrobabes, Rapepassion, Violentpleasure і Hangingbitches, перш ніж задушити вчительку Джейн Лонгхерст.
Було також кілька окремих відео, які отримали вірусну популярність. Goatse був одним з перших і найвідоміших шок-сайтів, на якому було зображення чоловіка, що розтягує свій анус руками. На сайті була сторінка, присвячена надісланим фанатами малюнкам і присвятам сайту. Сайт був закритий у 2004 році, проте різні дзеркальні сайти із зображенням досі існують. У 2012 році його було відновлено як електронну пошту. У 2008 році дніпропетровські маніяки розмістили графічне відео вбивства "3 Guys 1 Hammer". За ним через кілька років послідувало відео Еріка Клінтона Кірка Ньюмана (відомого зараз як Лука Рокко Магнотта) "1  Lunatic 1 Icepick" у 2012 році - відео вбивства Ньюманом китайського студента Цзюнь Ліня, яке містило розчленування, канібалізм і некрофілію, і було розміщене на сайті Bestgore.com. За рік до цього Ньюман також розмістив на кількох сайтах крові відео, на якому він душить двох кошенят за допомогою вакууму і поліетиленового пакета під пісню Джона Леннона "Happy Xmas (War is Over)". Meatspin - це шокуючий сайт, що містить циклічне відео (під пісню "You Spin Me Round (Like a Record)" групи Dead or Alive), на якому двоє людей займаються анальним сексом, а пеніс партнера, нескінченно обертається. Хоча часто повідомляється, що це гей-порнографія, згадується, що кліп був запозичений з порнофільму про трансгендерів. Лічильник відстежує, скільки "обертань" переглянув глядач. У 2013 році студент Університету штату Флорида зламав бездротову мережу свого кампусу і перенаправив весь трафік на Meatspin. У 2015 році всі були шоковані, коли в сімейному ресторані перед маленькими дітьми відтворили веб-сайт. У 2016 році веб-сайт відтворили на публічному цифровому білборді у Швеції, що привернуло увагу міжнародних ЗМІ. Вперше сайт був запущений 10 березня 2005 року. Станом на 2017 рік його домен - meatspin.cc. Джон-Майкл Бонд з The Daily Dot заявив, що певною мірою популяризації Meatspin сприяла "випадкова гомофобія" 2000-х років.

## Легалізація
Наразі у Сполучених Штатах не існує федерального законодавства чи законодавства штатів, яке б забороняло володіння чи перегляд відео чи зображень, що зображують смерть людини. У 2000 році до законодавчих зборів штату Каліфорнія був внесений законопроект про заборону таких фільмів, але після того, як Американський союз громадянських свобод (ACLU) висловив протест через порушення Першої поправки до Конституції, законопроект не пройшов. З тих пір жоден інший законопроект не був прийнятий. У справі Міллер проти Каліфорнії Верховний суд США встановив тест для визначення того, чи підпадає контент під категорію незахищеної непристойності. Тест Міллера вимагає, щоб контент "апелював до непристойного інтересу", тобто мав сексуальну складову, що означає, що контент повинен мати сексуальний компонент.
Цей тест був модифікований у справі "Сполучені Штати проти Річардса", яка постановила, що відео з жорстоким поводженням з тваринами (відео, які включають вбивство тварин) можуть бути непристойними, а отже, не захищаються Першою поправкою, навіть якщо вони явно не апелюють до сексуальних інтересів. Суд постановив, що відео про вбивство тварин є незахищеною непристойністю з двох причин. По-перше, відео зі знущаннями над тваринами можуть апелювати до "специфічного сексуального фетишу", що відповідає вимогам тесту Міллера щодо сексуальної поведінки. По-друге, справа "Сполучені Штати проти Річардса" модифікувала тест Міллера, постановивши, що непристойність "може також охоплювати незвичайні девіантні дії", навіть якщо вони не є безпосередньо сексуальними. Дитяча порнографія також підпадає під категорію незахищеної непристойності за цими тестами. Через поєднання вбивства і порнографії на шокуючих сайтах, які містять відеозаписи вбивств, таких як gore2gasm.com, вчені-юристи стверджують, що відеозаписи вбивств також апелюють до певних сексуальних інтересів і, таким чином, є незахищеними відповідно до рішення у справі "Сполучені Штати проти Річардса".
З точки зору відповідальності, якщо відео смерті не є незаконним, сторонні провайдери, такі як шок-сайти, які розміщують відео смерті, захищені Законом про пристойність у сфері комунікацій від 1996 року (CDA). Однак веб-сайти, які вимагають від користувачів завантажувати незаконний контент або активно заохочують користувачів створювати та поширювати незаконний контент, можуть бути притягнуті до відповідальності. Крім того, суди надали сім'ям все більше прав на недоторканність приватного життя у зв'язку з публікацією та розповсюдженням зображень померлих родичів. Власники сайту Rotten.com були успішно засуджені сім'ями за розміщення на сайті фотографій померлих людей і відеозаписів їхньої смерті.
У Великій Британії парламент прийняв Закон про кримінальне правосуддя та імміграцію 2008 року, який містить розділ, що забороняє екстремальну порнографію (ту, що має на меті сексуальне збудження глядачів, загрожує життю людини, може завдати серйозної шкоди анусу, грудям чи геніталіям людини, або включає в себе людський труп чи тварину). Це призвело до того, що шок-сайти, а також американські порнографічні компанії, включаючи Max Hardcore і Extreme Associates, були засуджені у Великій Британії за непристойність.
Під час стрілянини в мечеті Крайстчерча в Новій Зеландії стрілець вів пряму трансляцію вбивств у Facebook. Відео було поширене на Facebook і незабаром завантажене на YouTube. Кадри масових вбивств були розміщені на сайтах 4chan, 8chan, LiveLeak, Voat, Zero Hedge і KiwiFarms. Замість того, щоб австралійський уряд намагався заборонити цей конкретний випадок відеозапису вбивства, австралійські інтернет-провайдери вирішили тимчасово заблокувати всі сайти, на яких розміщувалися ці відеозаписи, доки не буде впевненості, що всі відеозаписи були видалені.

## Етика
У зв'язку з темою шокових сайтів і відеозаписів про вбивства було піднято кілька етичних питань. Одна з них полягає в тому, що популярність шок-сайтів сприятиме збільшенню кількості насильницьких вбивств, що може призвести до створення більш екстремальних і жорстоких відео, які, ймовірно, отримають більше переглядів на шок-сайтах. Відео про вбивства можуть надихнути наслідувачів на копіювання фільмів жахів. Після того, як одне з відео Дніпропетровських маніяків просочилося в інтернет під назвою "3 Guys 1 Hammer" у 2007 році, Лука Магнотта вбив китайського студента Лінь Цзюня і виклав відео (зі сценами розчленування, канібалізму і некрофілії) під схожою назвою "1 Lunatic1 Icepick" в 2012 році.
Іншим питанням є право жертви і сім'ї жертви на приватність після смерті. Це питання про те, чи мають право батьки Лін Цзюня видалити відеозапис вбивства їхнього сина з інтернету. Жертви вбивства не можуть дати згоду на використання та завантаження відеозаписів їхньої смерті, і в кількох судових справах було вирішено, що батьки та близькі повинні мати право запобігти широкому перегляду особистої трагедії і зупинити публікацію відео.
Нарешті, хоча шокуюча цінність не є достатньою для юридичної заборони контенту (як було визначено у справі Коен проти Каліфорнії), все ще існують етичні проблеми, пов'язані з емоційною шкодою, спричиненою шокуючим характером і змістом шокуючих сайтів. Перегляд насильницького контенту, такого як відеозаписи вбивств у соціальних мережах, може викликати або спровокувати посттравматичний стресовий розлад (ПТСР) та спричинити інші емоційні розлади.

## Реакція ЗМІ
Оскільки все більше людей завантажують і переглядають відеозаписи вбивств на шокових сайтах, дехто вважає, що ця практика віддзеркалюється в жанрі фільмів жахів. Наявність камер відеоспостереження у фільмі "Пила" та онлайн-аукціони тортур у фільмі "Хостел, частина ІІ" ставлять питання про огидне використання систем моніторингу та широкий доступ до відео відсікання голів Аль-Каїди, страт в американських в'язницях та інших реальних зображень насильства і вбивств в інтернеті. У таких прикладах, як "Пила", сучасний жанр жахів відображає реальний жах в інтернеті.
Крім того, пародія на Козла була показана в новинах BBC як альтернатива нещодавно презентованому логотипу літніх Олімпійських ігор 2012 року.

## Читати Далі
- Wilson, Jeremy (20 вересня 2013). The vilest sites on the internet. The Daily Dot. Процитовано 2 листопада 2014.
- Chen, Adrian (16 квітня 2013). Goatse and the Rise of the Web's Gross-Out Culture. Wired. 21 (5). Процитовано 2 листопада 2014.
- Anderson, Lessley (13 червня 2012). Snuff: Murder and torture on the internet, and the people who watch it. The Verge. Процитовано 2 листопада 2014.
- Schroeder, Audra (26 жовтня 2014). The Legacy of Rotten.com. The Daily Dot. Процитовано 2 листопада 2014.
- Dewey, Caitlin (28 жовтня 2014). When botched surgeries and suicides go viral: The revolting rise of 'medical gore'. The Washington Post. Процитовано 2 листопада 2014.
- Reynolds, Daniel (August 2009). Esthetics of the Extreme in Shock Websites. Applied Semiotics (23). Архів оригіналу за 3 листопада 2014. Процитовано 3 листопада 2014.